# Joanne Lee Molinaro
Joanne Lee Molinaro (nascuda el 24 d'abril de 1979) és una advocada nord-americana i autora i blogger vegana. Coneguda sobretot amb el nom the Korean Vegan (la vegana coreana), Molinaro va iniciar el seu blog de receptes el 2016 i va començar a publicar vídeos de la seva cuina i històries de vida el 2017. El juny de 2023, té més d'1 milió de subscriptors a YouTube i 3 milions de seguidors a TikTok.

## Infància, educació i carrera
Joanne Lee va néixer el 24 d'abril de 1979 a Chicago, Illinois. Els seus pares van néixer a l'actual Corea del Nord i van escapar-se'n quan eren joves. Es va criar a Skokie, Illinois, i té un germà petit anomenat Jaesun. Va obtenir una llicenciatura en anglès a la Universitat d'Illinois a Urbana-Champaign, i es va doctorar en dret a la Facultat de Dret de la Universitat de Chicago.

### Advocada
Molinaro va començar la seva carrera com a advocada. Actualment encara és una de les sòcies principals a l'oficina de Foley & Lardner LLP a Chicago. És membre de diversos grups de pràctica de l'empresa, com ara Bankruptcy & Business Reorganizations. Com a practicant especialitzada en bancarrota, va defensar el síndic liquidador contra gairebé 1.000 milions de dòlars en reclamacions en el segon cas més gran del sistema de Ponzi de la història dels Estats Units. També ha perseguit fraus, accions d'evitació de tràfic i incompliments.

## The Korean Vegan
Molinaro va iniciar el seu blog de receptes, The Korean Vegan, el 2016, que consisteix en receptes que reinventen els menjars coreans tradicionals mitjançant adaptacions basades en plantes. Va començar a publicar a TikTok l'any 2020 amb el mateix nom i a compartir receptes juntament amb històries personals que se centren en com la seva família es va escapar de Corea del Nord i es va adaptar a la vida als Estats Units, com se sent una dona coreana que viu als Estats Units com a resultat d'una diàspora, la seva carrera com a advocada i el seu primer matrimoni abusiu. També inclou discussions sobre racisme, sexisme i xenofòbia.
El 2021, va publicar el seu primer llibre de cuina, The Korean Vegan. Va ser nomenat un dels 16 millors llibres de cuina vegans del 2023 per Food & Wine i un dels millors llibres de cuina del 2021 pel New York Times. Ha aparegut en nombroses publicacions, com CNN, CBS, The Atlantic, i Food Network.

## Premis i honors
| Any  | Premis i Honors                    | Esdeveniment                                             |
| ---- | ---------------------------------- | -------------------------------------------------------- |
| 2023 | Premi Streamy                      | XIII Premis Streamy: Honor al creador                    |
| 2023 | Food & Wine Game Changers for 2023 | Food & Wine                                              |
| 2022 | Premi James Beard Foundation       | Premi James Beard Foundation: cuina centrada en verdures |

## Llibre de cuina
- The Korean Vegan Cookbook: Reflections and Recipes from Omma's Kitchen (Penguin Publishing Group, octubre de 2021,ISBN 9780593084274)

## Vida personal
Molinaro viu a Chicago, i ha corregut mitges maratons i maratons senceres.
Poc després de graduar-se en dret, Molinaro es va casar amb el seu primer marit. Tot i que el seu nom és desconegut pel públic, ha descrit el matrimoni com a abusiu emocional. Es van divorciar. El 21 de juliol de 2018, es va casar amb el pianista concertista i professor de música Anthony Molinaro a Roma.